# Слобідська Дача (ландшафтний заказник)
Слобідська́ Да́ча — ландшафтний заказник місцевого значення в Україні. Розташований у межах Корюківського району Чернігівської області, на північний схід від села Перелюб. 
Площа 100 га. Статус присвоєно згідно з рішенням Чернігівської обласної ради від 11.04.2000 року. Перебуває у віданні ДП «Холминське лісове господарство» (Перелюбське лісництво, кв. 90, 91). 
Статус присвоєно для збереження частини лісового масиву з цінними насадженнями сосни; на перезволожених ділянках зростає вільха.